# جانی کاپلند
جانی کاپلند (به انگلیسی: Johnny Copeland) (زاده ۲۷ مارس ۱۹۳۷ در لویزیانا - درگذشته ۳ ژوئیه ۱۹۹۷) نوازنده و گیتاریست در سبک بلوز تگراس بود.
او همزمان با موسیقی بوکس هم کار می‌کرد. دختر وی شمکیا کاپلند هم‌اکنون خوانندهٔ بلوز است.